# Grotte de la Vache (Hérault)
Pour les articles homonymes, voir Grotte de la Vache.
La grotte de la Vache, ou de Laroque II, est une grotte ornée située sur le territoire de la commune de Laroque, dans le massif du Thaurac, du département de l'Hérault. La cavité s'ouvre en rive gauche du fleuve Hérault.
Sans être mentionnée sur la cartographie de l'IGN, elle est située à proximité immédiate des grottes des Lauriers, du Maire et du Renard.

## Spéléométrie
Le développement de la grotte de la Vache est de 18 m.

## Géologie
La cavité s'ouvre dans les calcaires du Jurassique.

## Fouilles archéologiques

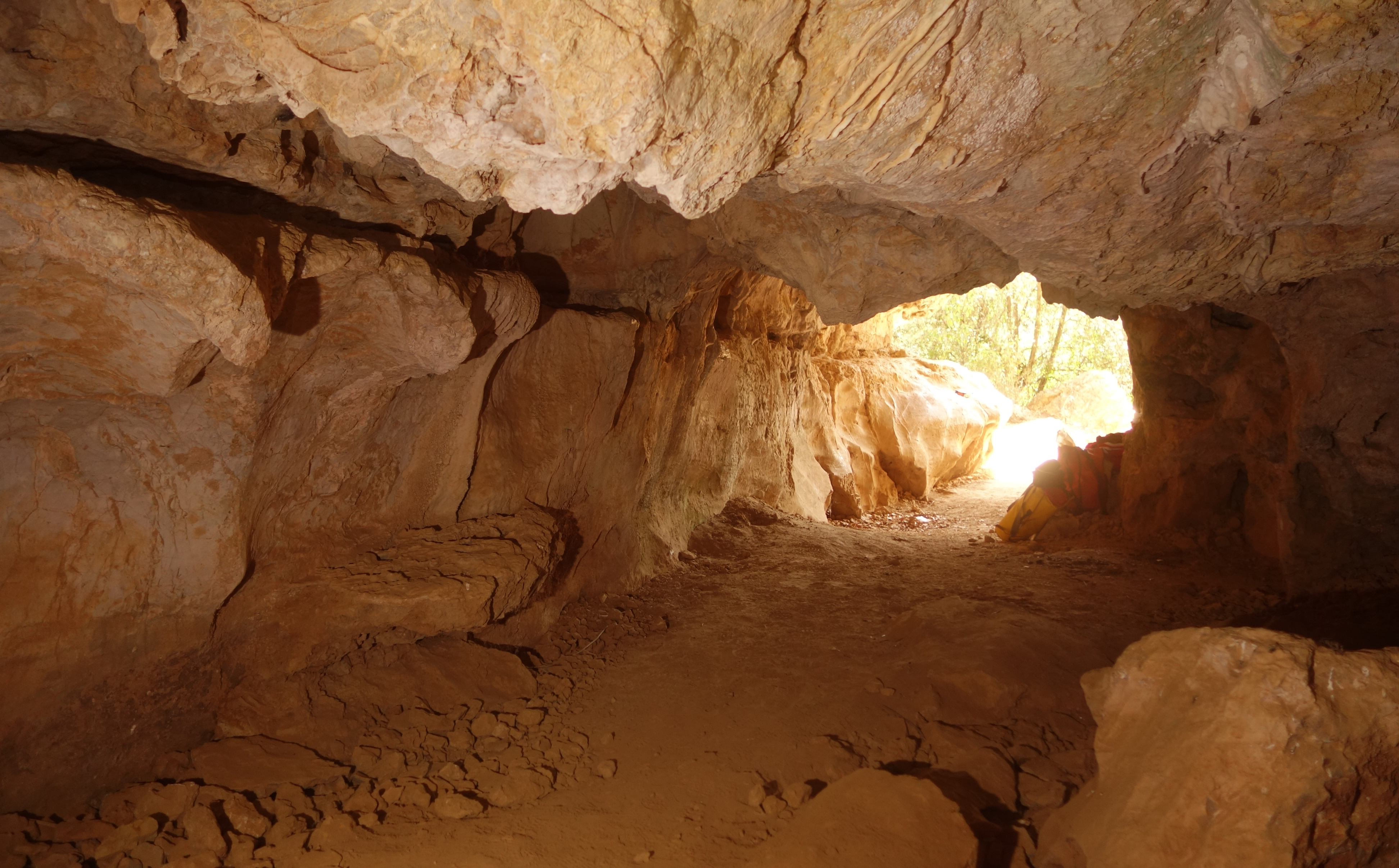
Intérieur de la grotte de la Vache.

En 1967, le préhistorien Michel Lorblanchet découvre une fine gravure de bovidé associée à quelques signes et traits. La cavité est inscrite à l'Inventaire des monuments historiques le 28 mai 1990. C'est le seul site de l'Hérault qui recèle des traces d'art pariétal du Magdalénien supérieur.
Au XIXe siècle, la grotte a été fouillée par Paul Gervais et Cazalis de Fondouce, mais c'est seulement en 1905 qu'un article est publié par Eugène Gimon dans le Bulletin de la Société préhistorique française. Le mobilier extrait de la grotte est entreposé au musée de Nîmes. Il a fait l'objet d'une étude publiée en 1966 par Georges Ravoux dans le Bulletin de la Société préhistorique française. Le matériel est attribué au Magdalénien V.
En 1955, A. Nourrit effectue quelques sondages et met au jour des objets solutréens (feuille de laurier). Il identifie également une industrie du Magdalénien supérieur.
En 1979, Frédéric Bazile entreprend une fouille de sauvetage et parvient à dissocier deux niveaux d'habitat séparés par un niveau stérile. Les niveaux sont attribués au Magdalénien moyen et supérieur.

## Les gravures préhistoriques
Les gravures représentent un bovidé de 40 cm vu de profil. Michel Lorblanchet a effectué un relevé complet qui inclut des signes et traits associés au bovidé, notamment un signe en forme de pointe de flèche au niveau du cou de l'animal.
La gravure préhistorique était recouverte d'une pellicule de calcite attestant son authenticité. Par leur style, les gravures pourraient être attribuées au Magdalénien récent.